# الجمهورية الهيلفيتية
في التاريخ السويسري، مثلت الجمهورية الهيلفيتية  (1798–1803) محاولة مبكرة لفرض سلطة مركزية على سويسرا، التي تضمنت حتى تلك الفترة كانتونات تمتع بحكومة ذاتية موحدة من قبل تحالف عسكري ضعيف (وحكم الأراضي الخاضعة مثل فود).
غزا الفرنسيون سويسرا وحولوها إلى حليف يعرف باسم «الجمهورية الهيلفيتية». انتُقد التدخل في المحليات والحريات التقليدية بشدة، على الرغم من إجراء بعض الإصلاحات التحديثية. كانت المقاومة أقوى في الحصون الكاثوليكية الأكثر اتسامًا بالطابع التقليدي، مع اندلاع الانتفاضات المسلحة في ربيع 1798 في الجزء المركزي من سويسرا. قمع الجيش الفرنسي الانتفاضات، لكنه دعم الأفكار الثورية بانخفاض مطرد، حيث استاء السويسريون من فقدانهم للديمقراطية المحلية، والضرائب الجديدة، والعمل المركزي، وكراهية الأديان. ومع ذلك، كان هناك آثار طويلة الأمد.
لم تكن تسمية الجمهورية بالهيلفيتية تيمنا بشعب الهيلفات سكان الغال للهضبة السويسرية في العصور القديمة ابتكارًا، بل كان يُطلق على الكونفدرالية السويسرية أحياناً اسم ريبابليكا هيلفيتيوروم في اللاتينية الإنسانية منذ القرن السابع عشر، وظهرت هيلفيتيا، التجسيد الوطني السويسري، لأول مرة عام 1672.

## الدستور
قبل مجيء جمهورية هلفتيك، كانت كل كانتون فردية تمارس السيادة الكاملة على أراضيها أو أقاليمها. لم يكن هناك سوى سلطة مركزية صغيرة، حيث اقتصرت  المسائل المتعلقة بالبلد بشكل أساسي على اجتماعات الممثلين الرئيسيين من الكانتونات: الدايتس.
جاء دستور الجمهورية الهيلفيتية بشكل رئيسي من تصميم بيتر أوكس، وهو رجل قضاء من بازل. أُنشئت هيئة تشريعية مركزية مكونة من مجلسين  شملت المجلس الكبير (مع 8 أعضاء لكل كانتون) ومجلس الشيوخ (4 أعضاء لكل كانتون). تتألف السلطة التنفيذية، المعروفة بالاسْتِشاريّة، من 5 أعضاء. كما حدد الدستور الجنسية السويسرية الفعلية، بدلًا من الجنسية الممنوحة للفرد في مقاطعة الميلاد. بموجب الاتحاد السويسري القديم، مُنحت الجنسية من قبل كل بلدة وقرية فقط للمقيمين فيها. يتمتع هؤلاء المواطنون بحق الوصول إلى الملكية المجتمعية وفي بعض الحالات حماية إضافية بموجب القانون. بالإضافة إلى ذلك، تمتعت البلدات الحضرية والقرى الريفية بحقوق وقوانين مختلفة. أدى إنشاء جنسية سويسرية موحدة، والتي تنطبق بالتساوي على مواطني المدن القديمة ومستأجريها وخدمها، إلى نشوب صراع. حيث تمتع القرويين الأغنياء والمواطنين الحضريين بحق تملك الغابات والأراضي المشتركة وغيرها من ممتلكات البلدية التي لم يرغبوا في مشاركتها مع «المواطنين الجدد»، الذين كانوا فقراء بشكل عام. ما زال الحل التوفيقي، الذي كُتب في القوانين المحلية للجمهورية الهيلفيتية، ساريًا حتى اليوم. أُنشئت منظمتين منفصلتين سياسيًا لكن متشابهتين جغرافيًا. الأول، ما يُطلق عليها بالدائرة البلدية، كانت مجتمعًا سياسيًا شُكل عن طريق الانتخابات وتتألف هيئة التصويت من جميع المواطنين المقيمين. ومع ذلك، ظلت الأراضي المجتمعية والممتلكات مع المواطنين المحليين السابقين الذين جُمعوا معًا في برغرغومايندي.
بعد نشوب انتفاضة بقيادة ألويس فون ريدينج في عام 1798، دُمجت بعض الكانتونات، وبالتالي قُللت فعاليتها المعادية للمركزية في المجلس التشريعي. جُمعت كُلًا من كانتون أوري، وشويز، وزوغ، وأنتروالدن وأصبحوا معًا كانتون فالستاتن. غلروس وسارغانزلاند أصبحا كانتون لينث، وجُمعت أبنزل وسانت غالن معًا باسم كانتون سانتيس.
بسبب عدم استقرار الوضع، كان للجمهورية الهيلفيتية أكثر من 6 دساتير في فترة 4 سنوات.

## وصلات خارجية
- تقسيمات التراب السويسريّ خلال عهد نابليون باللغة الفرنسية